# Michael Hämmerle
Michael „Gino“ Hämmerle (* 12. November 1991 in Chur, Graubünden, Schweiz) ist ein ehemaliger österreichischer Snowboarder. Er war auf die Disziplin Snowboardcross spezialisiert. Seine jüngeren Brüder Alessandro und Luca sind ebenfalls Snowboardcrosser.

## Biografie
Michael Hämmerle kam als Sohn einer Schweizerin in Chur zur Welt und wuchs mit seinen beiden jüngeren Brüdern Alessandro und Luca in der Schweiz auf. Im Alter von zehn Jahren übersiedelte er mit seiner Familie nach Gaschurn im Montafon.
Hämmerle bestritt auf FIS-Ebene anfangs eine Mischung aus Snowboardcross- und Parallelrennen und gab Ende November 2006 auf dem Kapruner Gletscher sein Europacup-Debüt. Drei Monate später nahm er am Europäischen Olympischen Jugendfestival in Jaca teil. Im Riesenslalom belegte er Rang 40, im Parallel-Riesenslalom wurde er disqualifiziert. Bei seinen ersten Juniorenweltmeisterschaften in Valmalenco belegte er SBX-Rang 28. Im folgenden Jahr gewann er in Nagano hinter Omar Visintin die Silbermedaille. Bei zwei weiteren JWM-Teilnahmen in Cardrona und Valmalenco schied er im Halb- bzw. Viertelfinale aus. Im Europacup erreichte Hämmerle insgesamt neun Podestplätze. Seine einzigen beiden Siege gelangen ihm im Winter 2009/10 in Bad Gastein und Kongsberg, woraufhin er in der Disziplinenwertung Zweiter wurde.
Am 10. Jänner 2009 gab Hämmerle in Bad Gastein sein Debüt im Snowboard-Weltcup. Sein erstes Spitzenergebnis gelang ihm knapp zwei Jahre danach als Neunter in Telluride. Damit qualifizierte er sich für die Weltmeisterschaften in La Molina, wo er Platz 20 belegte. Das beste Weltcup-Resultat seiner Karriere fuhr er am Ende jener Saison als Achter in Valmalenco ein. In der Disziplinenwertung erreichte er mit Platz 19 ebenfalls ein Karrierehoch. Ende Jänner 2012 war er zu den X-Games in Aspen eingeladen. Nach Platz acht in der Qualifikation schied er in der ersten Hauptrunde aus. In der Saison 2012/13 klassierte er sich ein zweites Mal auf Rang 19 im SBX-Weltcup, kam bei den Weltmeisterschaften in Stoneham aber nicht über Rang 27 hinaus. In Folge eines im Dezember 2013 erlittenen Kreuzbandrisses – sowie aufgrund eines angefangenen Medizinstudiums – konnte er nicht mehr an frühere Erfolge anschließen und gab im September 2016 seinen Rücktritt vom Leistungssport bekannt.
Nach seiner Sportlaufbahn absolvierte Hämmerle ein Medizinstudium, das er 2021 an der Universität Innsbruck abschloss. Nebenbei war er für den ORF als Co-Kommentator tätig und begleitete im Februar 2022 live den erst im Fotofinish errungenen Olympiasieg seines Bruders Alessandro in Peking.

## Erfolge

### Weltmeisterschaften
- La Molina 2011: 20. Snowboardcross
- Stoneham 2013: 27. Snowboardcross

### Weltcupwertungen
| Saison  | Snowboardcross   | Snowboardcross   |
| Saison  | Platz            | Punkte           |
| ------- | ---------------- | ---------------- |
| 2008/09 | 70.              | 50               |
| 2009/10 | 62.              | 58               |
| 2010/11 | 19.              | 1063             |
| 2011/12 | 30.              | 508              |
| 2012/13 | 19.              | 1008             |
| 2013/14 | Verletzungspause | Verletzungspause |
| 2014/15 | 51.              | 47               |
| 2015/16 | 58.              | 114              |

### Europacup
- Saison 2008/09: 7. Snowboardcross-Wertung
- Saison 2009/10: 2. Snowboardcross-Wertung
- 9 Podestplätze, davon 2 Siege:

| Datum           | Ort         | Land       | Disziplin      |
| --------------- | ----------- | ---------- | -------------- |
| 11. Jänner 2010 | Bad Gastein | Österreich | Snowboardcross |
| 6. Februar 2010 | Kongsberg   | Norwegen   | Snowboardcross |

### Juniorenweltmeisterschaften
- Valmalenco 2008: 28. Snowboardcross
- Nagano 2009: 2. Snowboardcross
- Cardrona 2010: 5. Snowboardcross
- Valmalenco 2011: 14. Snowboardcross

### Weitere Erfolge
- 1 österreichischer Meistertitel (Snowboardcross 2011)